# Немезида (роман Агати Крісті)
«Немезида» (англ. Nemesis) — роман англійської письменниці Агати Крісті із серії творів про міс Марпл. Роман написаний в 1971 році, опублікований у тому ж році видавництвом «Collins Crime Club». Це останній роман, написаний Агатою Крісті про міс Марпл, але не останній опублікований.

## Сюжет
Міс Марпл одержує лист від свого стародавнього друга Містера Джеймса Рейфіла. У листі він просить її розслідувати злочин, а у випадку успіху вона повинна одержати спадок у розмірі двадцяти тисяч фунтів. Рейфіл не залишає Марпл практично ніяких підказок або зачіпок. Вона навіть не знає, хто жертва.
Першим ключем до розгадки стає екскурсія найкращими будинками й садами Великої Британії, організована для неї Рейфілом перед смертю. У поїздці її супроводжують ще чотирнадцять осіб, принаймні одна з яких має стосунок до її справи. Вона довідається, що одна з її компаньйонок, Елізабет Темпл, колись була директором школи, у якій учився «нікчемний» син Рейфіла, Майкл, що сидить у в'язниці.
Наступним ключем стає знайомство з Лавінією Глінн і її сестрами, яких Рейфіл перед смертю попередив про міс Марпл і попросив супроводжувати на самому відповідальному етапі екскурсії.
Далі починають відбуватися загадкові події: міс Темпл після удар в потилицю непритомніє. Її відправляють у лікарню, де вона впадає в кому. Прийшовши до тями через кілька днів, вона шепотить міс Марпл «знайдіть Вериті Гант», після чого помирає.
Міс Марпл довідається, що Вериті Гант була удочерена сестрою Лавінії Глінн. Вериті Гант повинна була таємно обвінчатися з Майклом Рейфілом, але обоє не з'явились на церемонію. Міс Марпл розуміє, що жертвою злочину була Вериті. Залишилося знайти вбивцю.

## Сприйняття
За публікацією The Telegraph, історія Агати Крісті "Немезида", є однією з кращих в її творчому доробку.

## Переклади українською
Переклад виконаний Віктором Шовкуном в 2009 році видавництвом Клуб сімейного дозвілля 

## Екранізації
- У 1987 році було відзнято повнометражний епізод серіалу «Міс Марпл» (виробництво BBC) з Джоан Гіксон у головній ролі[5].
- У 2009 році було відзнято повнометражний епізод серіалу «Міс Марпл Агати Крісті» (виробництво ITV) з Джеральдін Мак-Еван у головній ролі[6]. Головне місце дії змінено на монастир, з сюжету видалено сім персонажів й додано нові сюжетні лінії, наприклад, Антея Бредбері-Скотт відсутня, Лавінія Глінн стала настоятелькою Агнес, а Клотильда — черницею. Вбивця не вбиває Нору Брент, щоб видати її тіло за тіло Веріті Гант, й помирає не через те, що випиває отруєне молоко, а заколює себе списом.